# Lanzós (Villalba)
Lanzós (llamada oficialmente San Salvador de Lanzós) es una parroquia española del municipio de Villalba, en la provincia de Lugo, Galicia.

## Otras denominaciones
La parroquia también es conocida por los nombres de El Salvador de Lanzós y O Salvador de Lanzós.

## Organización territorial
La parroquia está formada por seis entidades de población, constando tres de ellas en el nomenclátor del Instituto Nacional de Estadística español:
- A Pereira
- As Gateñas
- O Brañón
- Ichozas
- Igrexa Pequena (A Igrexa Pequena)
- O Carballal

## Demografía
| Gráfica de evolución demográfica de Lanzós entre 2000 y 2021 |
|                                                              |
| Datos según el nomenclátor publicado por el INE.             |